# ياشوانت فيثوبا شيتال
ياشوانت فيثوبا شيتال (بالإنجليزية: Yashwant Vithoba Chittal)‏‏ (3 أغسطس 1928 في أوتارا كانادا - 22 مارس 2014 في مومباي) كاتب من الهند.

## الجوائز
- جائزة أكاديمية شايتا  [لغات أخرى]‏[2]